# Hahncappsia alpinensis
Hahncappsia alpinensis är en fjärilsart som beskrevs av Hahn William Capps 1967.
Hahncappsia alpinensis ingår i släktet Hahncappsia och familjen Crambidae. Inga underarter finns listade i Catalogue of Life.